# Ommatius bevisi
Ommatius bevisi är en tvåvingeart som beskrevs av Stanley Willard Bromley 1947. Ommatius bevisi ingår i släktet Ommatius och familjen rovflugor. Inga underarter finns listade i Catalogue of Life.